# Langau (Bad Heilbrunn)
Langau ist ein Ortsteil der Gemeinde Bad Heilbrunn im oberbayerischen Landkreis Bad Tölz-Wolfratshausen. Das Dorf liegt circa einen Kilometer südwestlich von Bad Heilbrunn.

## Baudenkmäler
Siehe: Liste der Baudenkmäler in Bad Heilbrunn#Andere Ortsteile